# Meussia
Meussia là một xã trong vùng hành chính Franche-Comté, thuộc tỉnh Jura, quận Saint-Claude, tổng Moirans-en-Montagne. Tọa độ địa lý của xã là 46° 29' vĩ độ bắc, 05° 43' kinh độ đông. Meussia nằm trên độ cao trung bình là 565 mét trên mực nước biển, có điểm thấp nhất là 439 mét và điểm cao nhất là 875 mét. Xã có diện tích 13.64 km², dân số vào thời điểm 2006 là 385 người; mật độ dân số là 28 người/km².

## Thông tin nhân khẩu
| 1962 | 1968 | 1975 | 1982 | 1990 | 1999 |
| ---- | ---- | ---- | ---- | ---- | ---- |
| 250  | 302  | 391  | 417  | 393  | 382  |

## Địa điểm tham quan
Nhà thờ của Meussia được xây dựng trong thế kỉ thứ 19. Thắng cảnh tự nhiên là thác nước Saut-Girard.